# Endrunde der Deutschen Mannschaftsmeisterschaft im Schach 1965
Die Endrunde der Deutschen Mannschaftsmeisterschaft im Schach 1965 fand erst vom 4. bis 6. Februar 1966 im Bamberger Harmoniesaal statt, weil ein längerer Streit zwischen dem Deutschen Schachbund und seinem Landesverband Mittelrhein zunächst beigelegt werden musste. Deshalb konnte die Vorrunde der Gruppe Nord-West erst vom 14. bis 16. Januar 1966 ausgetragen werden.
Die Schachgemeinschaft Porz war zum zweiten Mal bei einer Endrunde dabei, aber es gab vorher lang andauernde Probleme mit dem Deutschen Schachbund. Der Ortsverband Aachen war ohne Zustimmung von NRW zum Mittelrhein gewechselt, weshalb eine Sperrung des ganzen Landesverbandes Mittelrhein nur durch einen Vergleich vermieden werden konnte.
Es traten Palamedes Hamburg, der Münchener Schachklub von 1836, die Schachgemeinschaft Porz und der Schachklub Bamberg im Finale der Westdeutschen Mannschaftsmeisterschaft Spielsaison 1964/65 an. Es wurde ein Rundenturnier ausgetragen.

## Kreuztabelle
| Platz | Verein  | 1   | 2   | 3   | 4   | M-P | B-Punkte |
| ----- | ------- | --- | --- | --- | --- | --- | -------- |
| 1     | München |     | 5,5 | 5,0 | 5,0 | 6   | 15,5     |
| 2     | Bamberg | 2,5 |     | 4,0 | 4,5 | 3   | 11,0     |
| 3     | Hamburg | 3,0 | 4,0 |     | 4,0 | 2   | 11,0     |
| 4     | Porz    | 3,0 | 3,5 | 4,0 |     | 1   | 10,5     |

## Die Meistermannschaft
| 1.            | Münchener SC 1836 |
| Schachfiguren | Wolfgang Unzicker, Heinz de Carbonnel, Günter Maier, Gerd Rinder, Paul Kieninger, Fedor Hermann, Otto Thiermann, Müller, Zell, Bichlmaier |

## Die übrigen Mannschaften
- Bamberg: Lothar Schmid, Helmut Pfleger, Hans-Günter Kestler, Helmut Jörg, Jürgen Teufel, Engelhaupt, Günther Lossa, Arthur Holland
- Hamburg: Ottokar Martius, Werner Pesch, Bodo Rhodin, Hans Pesch, Harm Cording, Norbert Pokern, Gerd Moritz
- Porz: Johannes Eising, Robert Hübner, Paul Ellrich, Klaus Kunze, Gerhard Hund, R. Modic, Wolfgang Hübner, Wilfried Hilgert, Wolfgang Manner

Für Hamburg konnte der Student Christian Clemens wegen Examen nicht teilnehmen. Bei Porz fehlte Paul Tröger wegen Krankheit.